# Monte de Fralães
Monte de Fralães ist eine Ortschaft und ehemalige Gemeinde im Norden Portugals.

## Geschichte
Felsmalereien und andere Funde belegen eine vorgeschichtliche Besiedlung. In der Castrokultur bestand hier die befestigte Siedlung Lenteiro. Der heutige Ortsname geht vermutlich auf seine Bezeichnung im Westgotenreich zurück.
Der eigenständige Verwaltungskreis Fralães entstand im 14. Jahrhundert. Nach einer relativen Blüte im 16. und 17. Jahrhundert verlor Fralães zunehmend an Bedeutung, insbesondere im Verlauf der unruhigen Zeiten in Portugal seit den Napoleonischen Invasionen Anfang des 19. Jahrhunderts. Im Zuge der Verwaltungsreformen nach der Liberalen Revolution 1822 und dem folgenden Miguelistenkrieg wurde der Kreis Fralães 1836 aufgelöst, und seine zwei Gemeinden Monte de Fralães und Viatodos wurden Barcelos angegliedert.

## Verwaltung
Monte de Fralães ist eine ehemalige Gemeinde (Freguesia) im Kreis (Concelho) von Barcelos, im Distrikt Braga. Am 30. Juni 2011 hatte die Gemeinde 407 Einwohner auf einer Fläche von 1,6 km².
Im Zuge der Gebietsreform am 29. September 2013 wurde die Gemeinde Monte de Fralães mit den Gemeinden Grimancelos, Minhotães und Viatodos zur neuen Gemeinde União de Freguesias de Viatodos, Grimancelos, Minhotães e Monte de Fralães zusammengeschlossen. Hauptsitz der neuen Gemeinde wurde Viatodos.

## Söhne und Töchter der Gemeinde
- Paio Peres Correia (1205–1275), Ritter, ab 1242 Großmeister des Santiagoordens
- Luís Ferreira da Costa (1879–1960), Pianist und Komponist

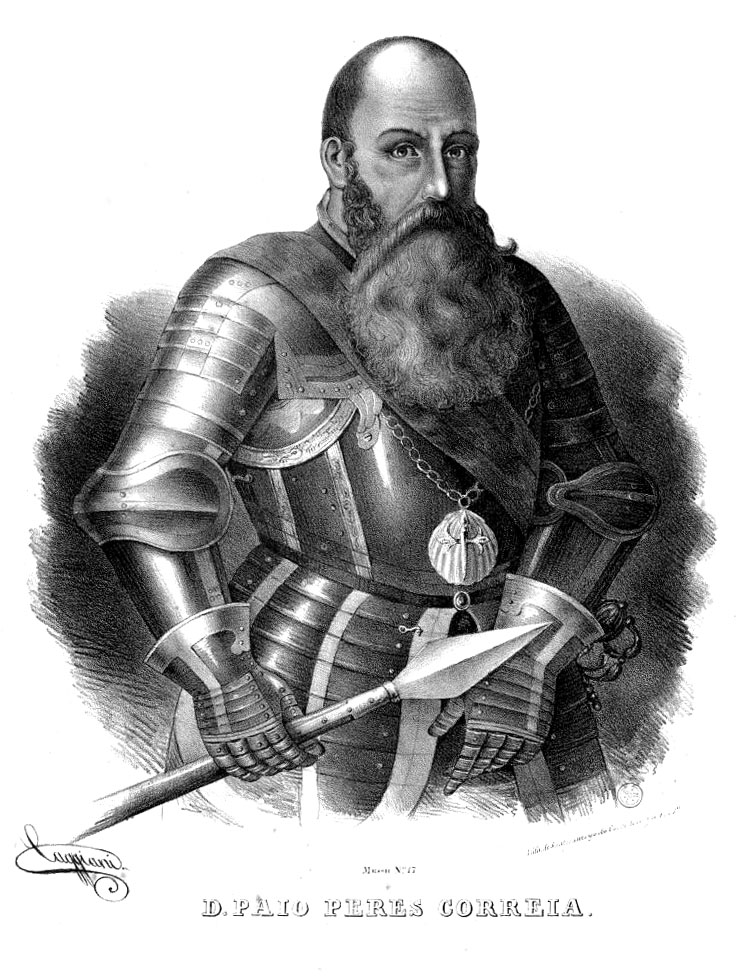
Paio Peres Correia
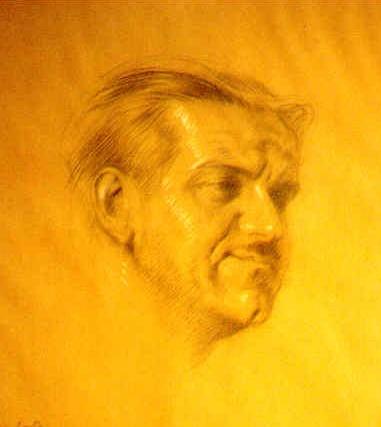
Luís Costa (Porträt von António Carneiro)